# アブドゥラヒ・ユスフ
アブドゥラヒ・ユスフ・アハメド (ソマリ語: Cabdullaahi Yuusuf Axmed, 1934年12月15日 - 2012年3月23日)は、ソマリアの政治家、軍人。同国暫定政府大統領、またソマリア内に存在する自治政府プントランド・ソマリア国の大統領を2期務めた。

## 人物
ソマリ族・ダロッドのハルティ氏族・マジェルテーン支族。ガルカイオ出身。ソビエト連邦のフルンゼ名称軍事アカデミーで地形学の学位を取る。
もとはソマリア軍の将校であったが、1991年にモハメド・シアド・バーレ大統領率いるソマリ社会主義革命党の独裁政権が崩壊すると、国土の一部を支配する軍閥勢力の副官となり、1997年にはエチオピアの支援を受けたソマリ再生評議会の共同議長に就任した。そして1998年7月、ソマリア北東部を領域とするプントランド自治政府の樹立を宣言し、その大統領に就任。2001年7月1日の任期切れ後も職に留まった。
プントランド領内でも内乱は相次いでいたが、2001年11月には大統領軍がプントランドの首都であるガローウェを制圧し、一時的に安定を取り戻した。しかしアブドゥラヒ・ユスフの最大の政敵ジャマ・アリー・ジャマが反政府軍事活動を継続し、プントランドは間もなく内戦状態に陥り、大統領軍は一進一退の苦戦を強いられた。アブドゥラヒ・ユスフがプントランドを完全に支配下に置いたのは、2003年になってからである。
2004年になると、ケニアのナイロビでソマリア暫定連邦政府樹立のため、ソマリランドを除くソマリア国内各派が会談を行なった。アブドゥラヒ・ユスフもこの会談に参加し、同年10月10日に実施された暫定大統領選挙で270票のうち179票を得票、14日よりソマリア暫定連邦政府大統領となった。同月中にプントランド自治政府大統領職を辞し、ソマリアの統一政権樹立に専念する意向を示した。
しかし2008年になってもソマリア統一の可能性は見えてこず、人事などでフセイン首相と対立、首相を解任するが議会の承認を得られなかったため、2008年12月29日に辞任した。
2012年3月23日、ドバイの病院で死去。77歳没。